# Rochford (distretto)
Rochford è un distretto dell'Essex, Inghilterra, Regno Unito, con sede nella città omonima.
Il distretto fu creato con il Local Government Act 1972, il 1º aprile 1974 dalla fusione del distretto urbano di Rayleigh con il distretto rurale di Rochford.

## Parrocchie civili
- Ashingdon
- Barling Magna
- Canewdon
- Foulness
- Great Wakering
- Hawkwell
- Hockley
- Hullbridge
- Paglesham
- Rochford
- Stambridge
- Sutton
- Rawreth
- Rayleigh